# Steve Serio
Steve Serio, né le 8 septembre 1987 à Mineola, est un joueur américain de basket-ball en fauteuil roulant, classé 3,5 points. 
Il est membre de l'équipe des États-Unis de basket-ball en fauteuil roulant, avec laquelle il a remporté un titre de champion paralympique en 2016. 